# Päckos Helmer Olsson
Päckos Rickard Helmer Olsson, född 2 juli 1905 i Rättviks församling, Kopparbergs län, död 28 februari 1985 i Bingsjö-Dådrans församling, Kopparbergs län, var en svensk bonde och fiolspelman tillika riksspelman.

## Biografi
Päckos Helmer var son till storspelmannen Päckos Olof Olsson (1869–1952), som hade lärt sig spela av sin släkting Pekkos Per, liksom av många andra spelmän i Bingsjö.
Päckos Helmer var känd som en duktig dansspelman, som ofta engagerades till spelningar i trakten. Spelkamraterna inkluderar Påhl Olle från Rättvik, dragspelaren Elis Sik från Dalstuga, och grannen Jonas Svedberg.
Päckos Helmer erövrade riksspelmansmärket i silver 1948 och tilldelades Zornmärket i guld 1979.

## Diskografi
- 1971 - Låtar från Bingsjö. SR Records RELP 1125 (4 låtar)[3]. Återutgivna 1996 på Caprice CAP 22044[4]

- 1993 - Föregångare. MNW CD 241 (2 låtar)[5]. Återutgivna 2003 på Hurv KRCD 34[6]

- 2017 - Päckos Helmer spelar Bingsjölåtar i tradition efter Päckos Olle. Reidar Hammarsten HELM001 (26 låtar)[7]